# Panorama Tower
Panorama Tower è un grattacielo di 85 piani a uso misto di Miami, in Florida, Stati Uniti. Si trova nel quartiere Brickell di Downtown Miami.
È stato originariamente approvato dal Comune di Miami e dall' Amministrazione Federale dell'Aviazione nel 2006, ma è stato sospeso a causa della Grande Recessione. Il progetto è stato riproposto nel 2012 quando il proprietario Tibor Hollo ha ingaggiato Moshe Cosicher, AIA Architect, per ridisegnare il progetto. Nel 2013, il progetto è stato rivisto a 265 metri. La torre include spazi residenziali, hotel, negozi e uffici. È l'edificio più alto di Miami e l'edificio più alto della Florida, ma potrebbe presto essere superato da varie altre torri.

## Storia

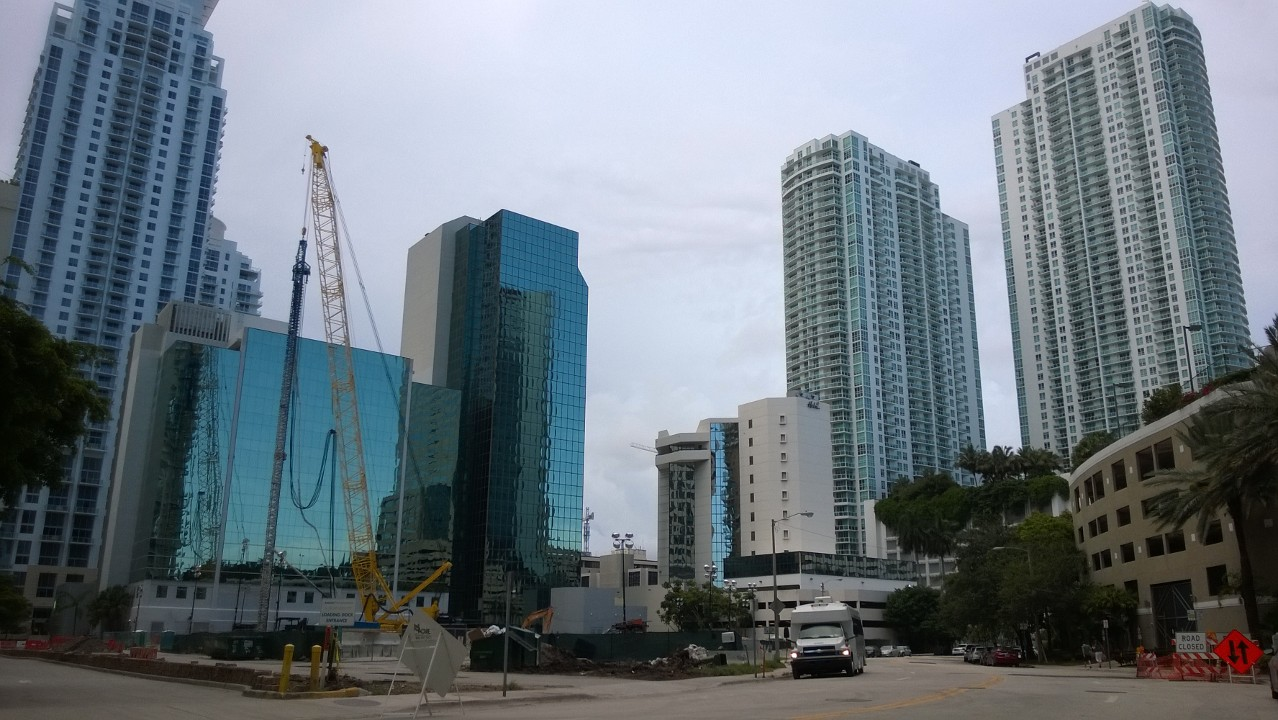
Preparazione del sito di costruzione nel 2014.

Kobi Karp ha fornito piani di progettazione per una torre al 1101 Brickell Avenue dallo sviluppatore Leviev Boymelgreen. Il progetto è stato approvato dalla città di Miami nel 2006 e autorizzato dalla Federal Aviation Administration (FAA) per un'altezza massima di 851 piedi (259 m) sopra il livello medio del mare (AMSL) nel 2005. L'edificio di 259 metri doveva contenere 25.000 metri quadri di spazi per uffici, 2600 metri quadrati per la vendita al dettaglio e 650 appartamenti. Tuttavia, il progetto è stato sospeso a causa del crollo della borsa degli Stati Uniti. Il sito del progetto è stato acquistato dal veterano sviluppatore di Miami Tibor Hollo della Florida East Coast Realty nel 2009 al prezzo di 33 milioni di dollari per l'area di tre acri e degli edifici preesistenti adibiti ad uffici, costruiti nel 1964 e 1985.

## Design
Nel 2012, Hollo ha iniziato a sviluppare piani per il progetto, soprannominato "Panorama Tower". L'altezza è rimasta la stessa a 259 metri, ma il numero di unità abitative è stato aumentato a 724. Hollo ha rivisto i piani nel 2013. La FAA ha richiesto che l'altezza della struttura fosse abbassata a 251 metri. Nel 2013 e 2014, rispettivamente, gli sviluppatori stavano lavorando per garantire che l'altezza dell'edificio non sarebbe stata notevolmente ridotta in base alle politiche di "spazio aereo di emergenza". A questo punto, l'edificio è stato progettato per includere 821 unità residenziali e 250 unità alberghiere.

## Costruzione

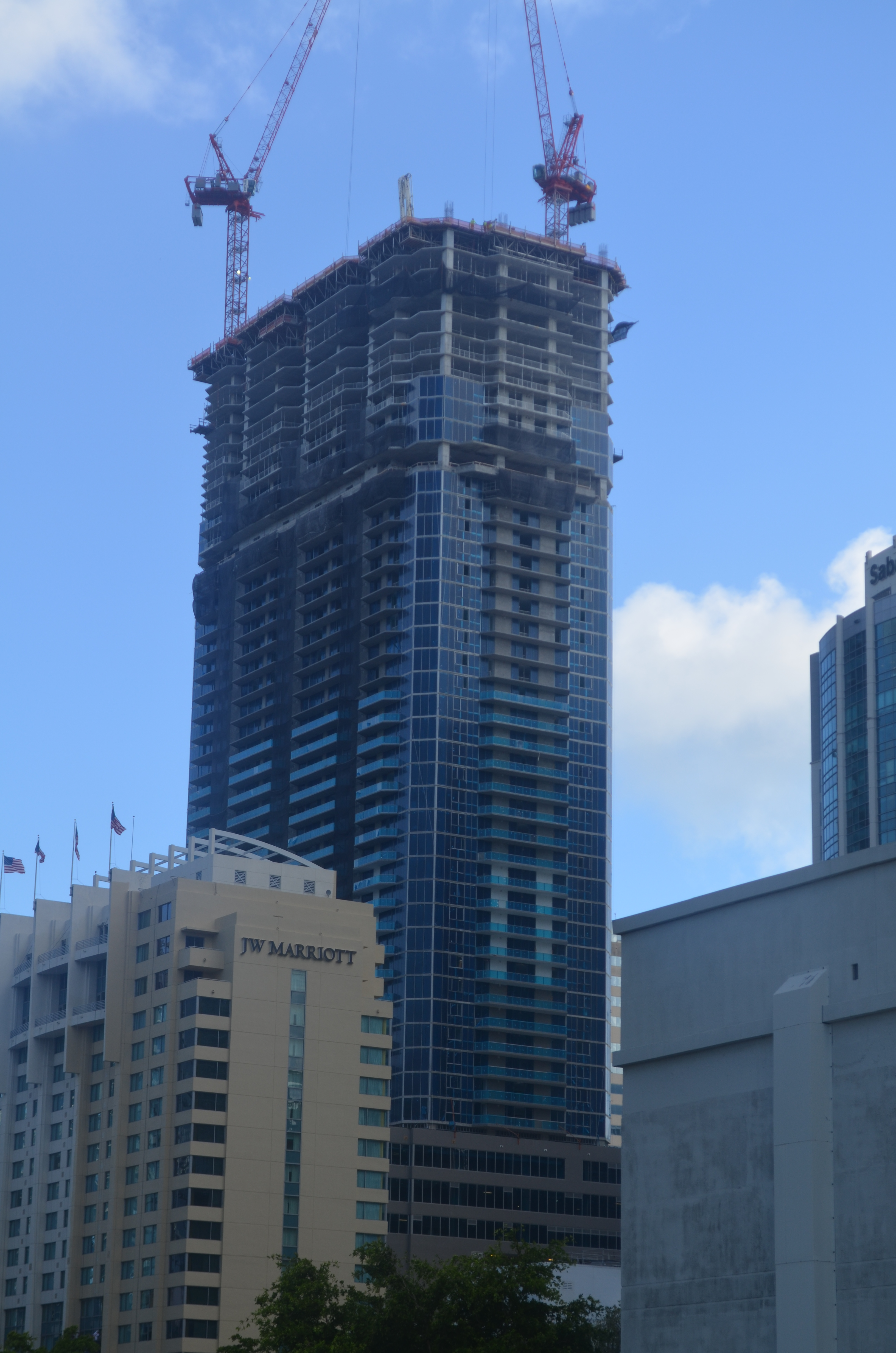
Panorama Tower in costruzione nell'ottobre 2016 a circa 60 piani. L'edificio sarà significativamente più grande di altri grattacieli in Florida.

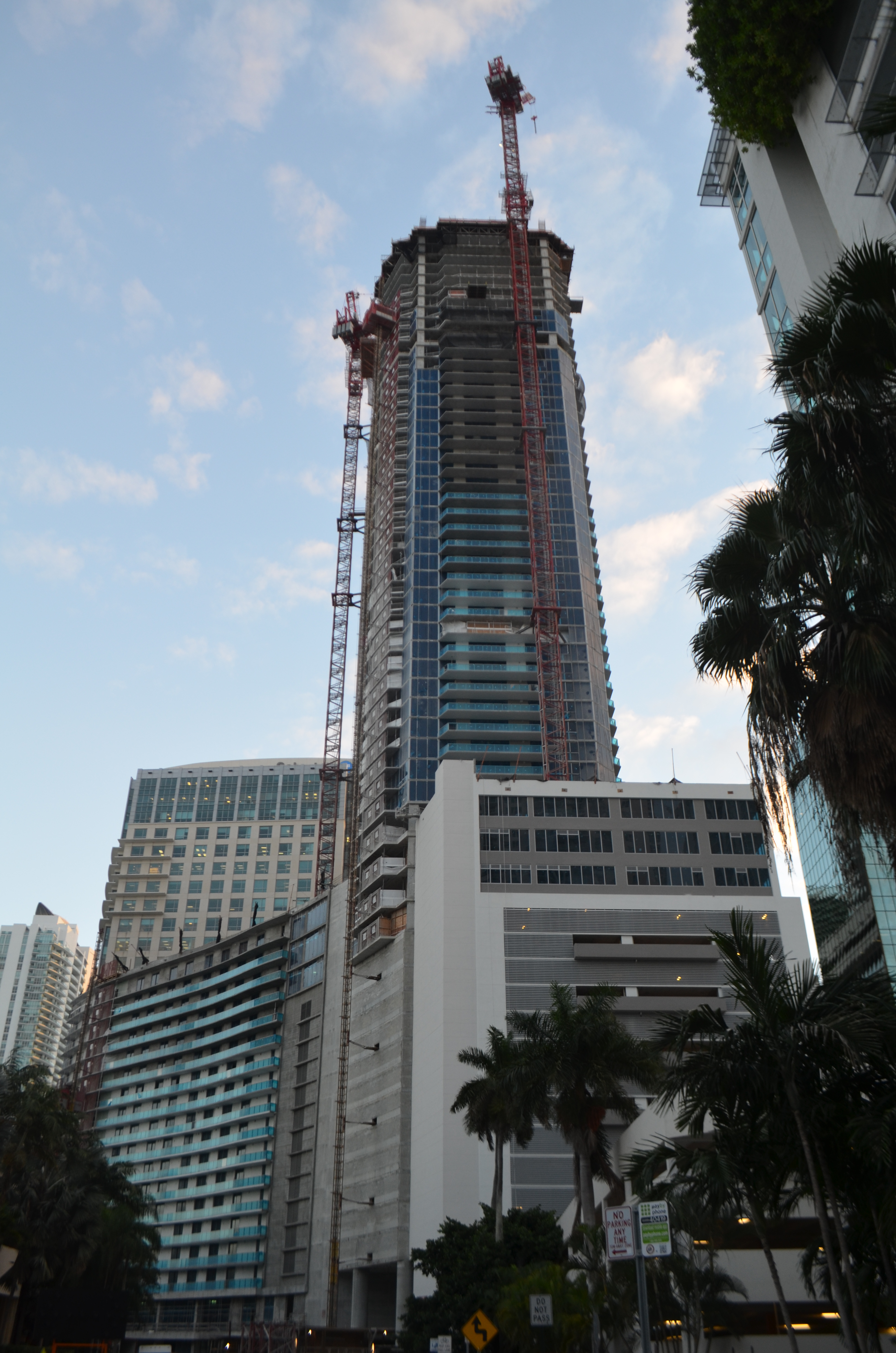
Panorama Tower in costruzione a ottobre 2016 a circa 60 piani con grande piedistallo multiuso (principalmente usato come parcheggio) visto da Brickell Bay Drive.

La preparazione del sito è iniziata alla fine del 2013 con la demolizione di un garage esistente. A partire da gennaio 2015 la costruzione sarebbe stata anticipata. Il progetto ha ricevuto un prestito da 340 milioni di dollari da Wells Fargo nel 2015, con la costruzione ormai avviata. A ottobre 2015, la costruzione aveva superato il 19º piano. Nel gennaio 2016, l'edificio ha ricevuto un certificato di occupazione temporaneo (TCO) per gli 11 piani più bassi del garage. Durante la prima metà del 2016 un aumento di altezza a 265 metri è stato approvato. Oltre al Renaissance Center di Detroit e al Westin Peachtree Plaza Hotel di Atlanta, entrambi hotel, è l'unico edificio di oltre 210 metri ad avere un'altezza per piano di non più di 3 metri.